# Blepharis glumacea
Blepharis glumacea är en akantusväxtart som beskrevs av Spencer Le Marchant Moore. Blepharis glumacea ingår i släktet Blepharis och familjen akantusväxter. Inga underarter finns listade i Catalogue of Life.